# Koop Scholten
Koop Christiaen Scholten (Hardegarijp, 27 januari 1937) is een Nederlands pedagoog.

## Biografie
Scholten is een zoon van bibliothecaris Marten Koops Scholten (1904-1987) en een oomzegger van ds. André Roelof Scholten (1910-1944). Hij volgde eerst de kweekschool en behaalde daarna zijn MO-akte Fries. Daarna werd hij onderwijzer op een tweetalige school. Vervolgens werd hij docent Fries op de opleidingsschool voor kleuterleidsters, later PABO. Hij schreef verschillende artikelen over Friese onderwerpen, waaronder een ter gelegenheid van het 40-jarig bestaan van het  Frysk Letterkundich Museum en Dokumintaasjesintrum in 1999 waarvan zijn vader mede-initiatiefnemer en eerste conservator was. Voorts droeg hij bij aan De oesdrip. Hûsorgaen fan it Skriuwersboun. Hij werd echter vooral bekend vanwege zijn methode Fries voor niet-Friestaligen.